# Oslí maso

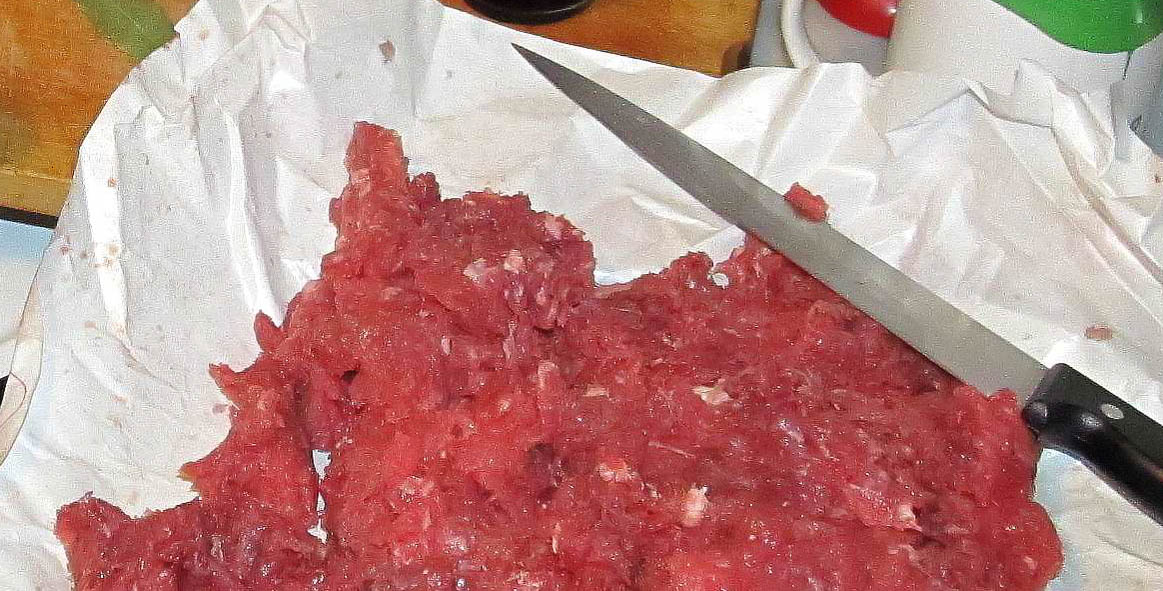
Syrové oslí maso

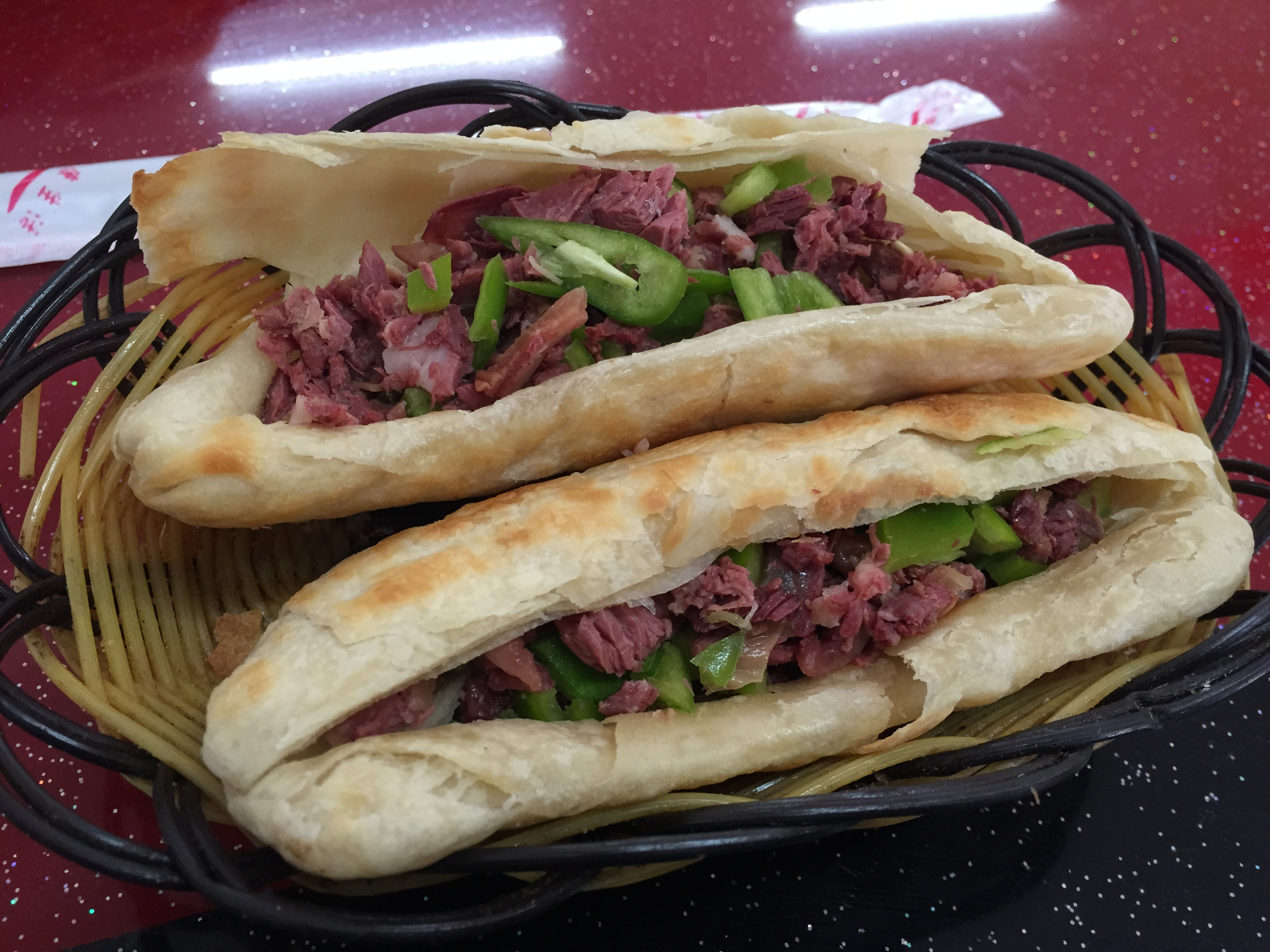
Čínské oslí sendviče

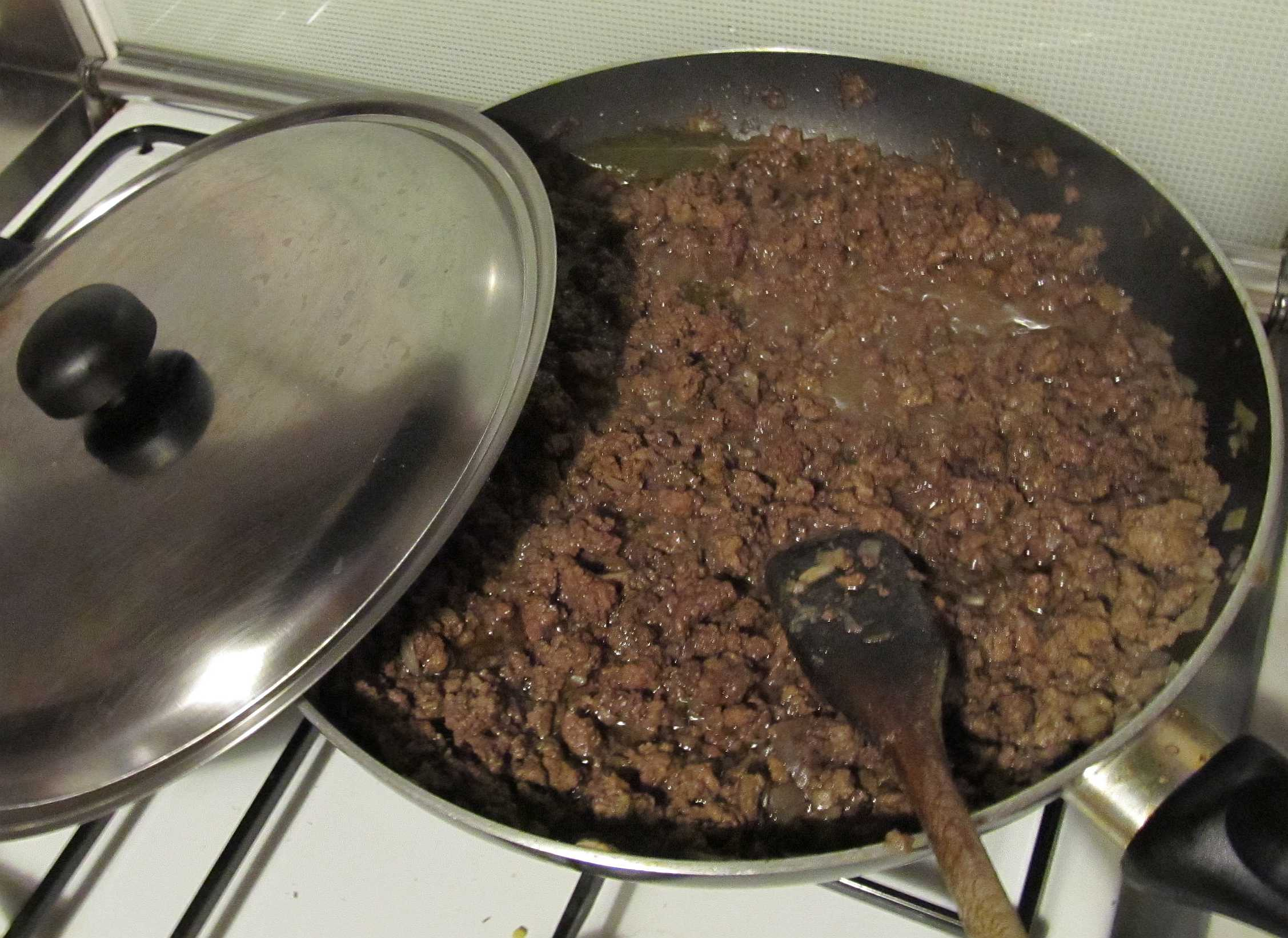
Tapulon

Oslí maso je maso osla, chutí i dalšími vlastnostmi v mnohém podobné masu koňskému. Oslí maso se obvykle považuje za maso podřadné kvality, osli proto nebývají chováni na maso, ale jsou na maso poráženi až poté, co se nedají nadále využít jako tažná zvířata (to je typický postup i v některých afrických státech, kde se takto získané oslí maso obvykle suší). V mnohých kulturách je konzumace oslího masa (podobně jako koňského) tabu, například v některých evropských státech nebo v anglosaském světě. Konzumaci oslího masa zapovídá také judaismus a podle názoru některých duchovních je oslí maso v islámu považováno za haram.
V některých regionech světa je nicméně konzumace oslího masa rozšířena šířeji. V čínské kuchyni (nejvíce v regionální kuchyni provincie Che-pej) existuje pokrm označovaný jako oslí sendvič (lu-žou chuo-šao, 驴肉火烧). Jde o kus pečiva plněný opečenými kousky oslího masa. Oslí maso má své místo i v italské kuchyni, kde se z něj připravují různé klobásy (salame d'asino) nebo se dusí (nejznámějším italským pokrmem z dušeného oslího masa je tapulon). Oslí klobásy se připravují i v některých dalších regionech Evropy, například ve francouzském Provensálsku (saucisson d'Arles). Existuje pověra, že oslí maso bylo přidáváno do maďarského uheráku.
Mezi největší producenty oslího masa patří Čína, Burkina Faso, Senegal, Nigérie, Mauretánia a Španělsko. Mezi největší konzumenty pak patří Čína (největší světový importér oslího masa), Itálie a Mexiko.